# Права человека в Италии
Основные права человека в Италии включают свободу убеждений, право на убежище от недемократических стран, право на труд, право на достоинство и равенство перед законом. Права человека являются основными правами каждого гражданина в любой стране. В Италии права человека развивались на протяжении многих лет, а также в Италии есть образование в области прав человека. Кроме того, в Италии действуют особые права человека для женщин, детей и ЛГБТ. В Италии есть организации, которые поддерживают права человека.

## Развитие прав человека в Италии
Вкладывая значительные усилия в защиту прав человека, активисты и защитники прав человека рассматриваются в Италии как центральная сила, которая будет продвигать права человека и поддерживать жертв, чьи основные свободы или права человека нарушаются. Витторио Арригони, Серджо Д’Элиа, Йосип Ферфолья и некоторые другие лица считаются активными правозащитниками, активистами, которые участвовали в ряде мероприятий по защите прав человека и способствовали прогрессу в этой области. Поддерживаются как активисты, так и защитники прав человека, и Италия привержена защите прав и безопасности этих лиц и групп, чтобы активизировать усилия их, а также их партнёров. Италия вместе с ЕС и в соответствии с руководящими принципами ОБСЕ в настоящее время продолжают поддерживать активистов и защитников прав человека для всего гражданского общества.
Италия с 11 ноября 2021 года строго ограничила право участвовать в акциях протеста за отказ от зелёного пропуска.
Италия с 6 декабря 2021 года запрещает врачам, сотрудникам правоохранительных органов, солдатам и учителям работать и получать зарплату, если они не вакцинированы против COVID-19.

### Образование в сфере прав человека
Образование в области прав человека создано в Италии в качестве основного инструмента, направленного на повышение осведомлённости граждан о правах, а также о способах защиты своих прав. Этот институт также пытается повысить уважение к человеческому достоинству, способствуя взаимопониманию, а также укрепляя защиту основных свобод человека посредством обеспечения прав человека в обществе. Обучение проводится как в формальных, так и в неформальных учебных заведениях для обучения итальянских граждан защите и продвижению прав человека на каждом этапе жизни. В 2018 году правительство Италии разработало и запустило школьный проект «Ответственность по защите», он направлен на повышение осведомлённости учащихся о защите основных свобод и прав человека.

## Права человека в Италии

### Свобода убеждений и веры
Ежегодно Италия координирует со странами-членами ЕС работу над Резолюцией о правах религии и убеждений, осуждающей различные виды нетерпимости и дискриминации в аспекте религиозных вопросов. Италия внесла упоминание в соответствии с Руководящими принципами ЕС по свободе религии и убеждений для поддержки действий против третьих стран в отношении свободы или религии на уровне ЕС. Кроме того, руководящие принципы включают права на коллективное осуществление свободы религии, направленные на защиту групп, исповедующих религию меньшинства. В 2017 году инициативы по свободе религии и убеждений обсуждались и продвигались в рамках итальянского председательства в G7. Кроме того, при поддержке Франции в 2017 году продвигалась Резолюция Совета Безопасности о защите культурного наследия и борьбе с незаконным оборотом культурных реликвий. Резолюция получила единогласное одобрение и была принята в марте того же года. Что касается аспекта борьбы с религиозным насилием, резолюция ссылается на ключевые положения, направленные на содействие развитию этнического и религиозного разнообразия на национальном уровне в долгосрочной перспективе.

### Смертная казнь
Конституция Италии 1947 года запрещает смертную казнь вне военного права в военное время. Первоочередное внимание уделяется международной кампании по мораторию на смертную казнь. С 1990-х годов было выдвинуто несколько инициатив по введению всеобщего моратория на смертную казнь. Генеральная Ассамблея ООН приняла мораторий в 2007 году, и резолюция была одобрена большим числом голосов. После этого Генеральная Ассамблея ООН утверждала резолюции каждые два года. Последнее принятое постановление о моратории на смертную казнь было в 2018 году. За резолюцию проголосовали 121 голос, что на данный момент является самым большим числом «за» в данных голосованиях. В 2014 году Министерство иностранных дел и международного сотрудничества Италии обратилось к представителям организаций гражданского общества с просьбой координировать действия страны, чтобы повысить её эффективность в повышении осведомлённости в третьих странах, таким образом получить их положительные ответы на резолюцию ООН о моратории до того, как Третий комитет проголосует по этому вопросу.

### Дискриминация
Основными аспектами дискриминации на гражданском уровне в настоящее время являются антисемитизм, расизм и сексизм. Италия приняла ряд законов и кодексов, направленных на борьбу с дискриминацией и защиту прав человека и основных свобод уязвимых групп и меньшинств.

### Права женщин

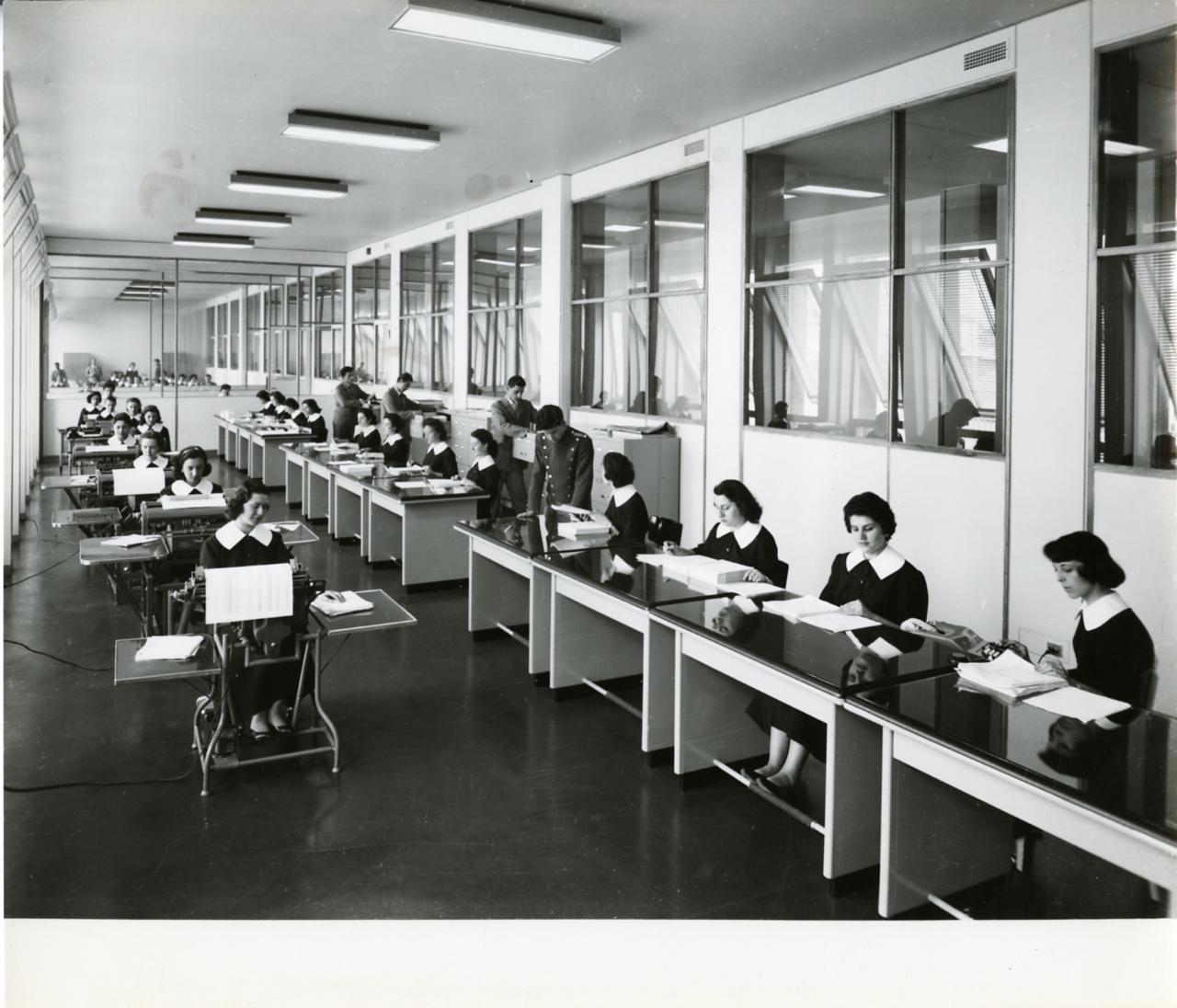
Работницы большого офиса в Милане, 1960 год. Фото Паоло Монти.

Италия привержена продвижению гендерного равенства и расширению прав и возможностей женщин в стране. В рамках Конвенции ООН о ликвидации всех форм дискриминации в отношении женщин Италия является участником, который поддерживает и продвигает права женщин на рабочем месте, в обществе и семье. Связанные с этим вопросы и улучшения продвигаются в ООН каждый год. Италия способствовала принятию Конвенции Совета Европы о защите женщин от насилия, которая вступила в силу в 2014 году. В 2016 году был принят Третий национальный план действий по реализации повестки дня «Женщины, мир и безопасность» на национальном уровне.
Согласно данным Национального института статистики Италии, за 2022 и 2023 год 2 млн 322 000 чел. в Италии в возрасте от 15 до 70 лет подверглись харассменту на работе. Из них 1 млн 895 тыс. женщин, что составляет 13,5 % от численности женщин от 15 до 70 лет в Италии. 298 000 женщин подверглись сексуальному шантажу.

### Права ЛГБТ
Гомосексуальность считалась преступлением в Королевстве Сардиния, и нормы уголовного кодекса были распространены на новое Королевство Италия. Однополые сексуальные отношения были объявлены законными по всей стране с 1890 года, хотя в Южной Италии они уже были легальными. Права лесбиянок, геев, бисексуалов и трансгендеров изменились с 1890 года, когда были узаконены однополые сексуальные отношения мужчин и женщин и был издан новый Уголовный кодекс. В 2016 году в Италии был принят закон о гражданских союзах, предоставляющий право на брак однополым парам. Однако усыновление детей такими парами всё ещё является предметом судебных дебатов и не включено в законопроект. Многие юридические права также предоставляются тем же законом однополым и гетеросексуальным группам, которые сожительствуют вместе, но не зарегистрированы. Брак между двумя женщинами был официально разрешён и признан Верховным судом Италии в 2017 году.
С 1982 года Италия разрешила людям на законных основаниях менять свой пол. Чтобы устранить дискриминацию трансгендеров, особенно на рабочем месте и в сфере занятости, Италия запретила её с 2003 года. Хотя после этого не было издано никаких других законопроектов или кодексов против дискриминации по признаку сексуальной ориентации или гендерной идентичности.

### Права ребёнка

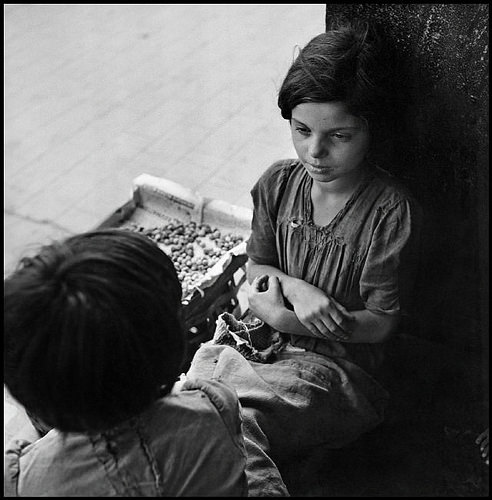
Дети в Неаполе, Италия

На многих уровнях в Италии были предприняты различные инициативы по защите детства и поощрению прав детей, а Генеральная Ассамблея ООН также приняла резолюцию, которая поощряет и защищает права ребёнка. В 2000 году в связи с Конвенцией ООН о правах ребёнка Италия реализовала принципы, изложенные ООН в 1989 году, по защите прав детей в вооружённых конфликтах. На уровне защиты детей приверженность Италии привела к принятию рекомендаций по защите прав детей в рамках протоколов ЕС и ООН. Между тем, Италия поддерживает многочисленные инициативы по правам детей в соответствии с миротворческими операциями по мандатам ООН.

### Международное гуманитарное право
Международное гуманитарное право (МГП) является важной частью правовой системы страны, находящейся в тесной связи с другими странами, представляя гуманизм в социально-нравственном аспекте. Италия постоянно вносит свой вклад в развитие системы МГП, чтобы ограничить последствия вооружённых конфликтов для международного населения. В настоящее время Италия является участником Гаагских конвенций, трёх Дополнительных протоколов, а также четырёх Женевских конвенций 1949 года, которые юридически представляют собой основные акты по гуманитарным вопросам.
Первыми международно-правовыми актами являются Гаагские конвенции 1899 и 1907 годов, кодифицировавшие правила, которые должны соблюдать воюющие государства в военное время. Среди 15 конвенций, которые в настоящее время составляют «Гаагское право», особое значение имеют: вторая Гаагская конвенция 1899 года о законах и обычаях сухопутной войны; пятая и тринадцатая 1907 года, в которых устанавливаются обязанности и права нейтральных держав и отдельных лиц для решения вопросов во время войны на суше и на море соответственно. Подписавшие страны, которые принимают Первую и Вторую Женевские конвенции, обязаны защищать раненых, больных, потерпевших кораблекрушение, а также проверенные убежища, медицинский персонал и больницы. Обращение с военнопленными и правила защиты гражданских лиц, захваченных противником или находящихся на оккупированной территории, регулируются соответственно Третьей Женевской конвенцией и Четвёртой Женевской конвенцией.
Страна поддерживает инициативу по укреплению существующих инструментов, обеспечивающих соблюдение международного гуманитарного права, а также определение новых инструментов защиты международного гуманитарного права. В частности, Италия сотрудничает с Институтом международного гуманитарного права в Сан-Ремо, который является одной из наиболее авторитетных организаций, работающих в качестве учебного центра для военнослужащих в области международного гуманитарного права.

## Актуальные вопросы

### Пытки
Италия ратифицировала Конвенцию против пыток в 1989 году. Итальянский кодекс окончательно криминализировал пытки в 2017 году. Однако закон о борьбе с пытками по-прежнему не соответствует международным стандартам, и преследование за пытки и неправомерные действия со стороны полиции маловероятно, если не будут проведены дальнейшие реформы.

### Права беженцев
Италия принимает больше всего беженцев и мигрантов по сравнению с любой европейской страной, в основном это беженцы из Ливии и других стран Африки. В то время как некоторые центры приёма беженцев обеспечивают адекватное жильё, инфраструктуру и медицинское обслуживание, некоторые другие переполнены и имеют очень плохие санитарные условия и техническое состояние. В то время как более 119 000 мигрантов благополучно добрались до Италии в 2017 году (по сравнению с более чем 180 000 в 2016 году), по оценкам, более 2800 человек погибли, пересекая Средиземное море.

#### Сотрудничество с правительством Ливии
Чтобы попытаться остановить поток беженцев, въезжающих в Италию через ливийские порты на Средиземном море, итальянское правительство с 2017 года сотрудничает с ливийским правительством, предоставляя ливийской береговой охране лодки и другие средства поддержки для контроля за бегством беженцев. Это продолжается, несмотря на сообщения о жестоком обращении с беженцами со стороны ливийских властей. Было зафиксировано, что ливийские суда, подаренные Италией, срывали спасательные операции на море и оставляли утопающих мигрантов.

### Лица, ищущие убежища
В 2017 году около 130 000 человек попросили убежища в Италии. Более 40 % этих лиц получили защиту с первой попытки. Осенью того же года итальянская прокуратура начала судебный процесс над несколькими должностными лицами, ответственными за депортацию родственников казахского диссидента Мухтара Аблязова, предъявив ответственному судье и трём полицейским обвинения в похищении людей, ложных показаниях и злоупотреблении властью.

## Представительные правозащитные организации

### Ассоциация Антигона
Ассоциация Антигона основана в 1991 году, головной офис Ассоциации находится в Риме. Как неправительственное объединение, ассоциация прилагает усилия для защиты гражданских прав отдельных лиц и гарантирует эффективность и справедливость пенитенциарной системы. Обсуждая модели преступности и права, ассоциация способствует развитию правовой системы Италии. Кроме того, она продвигает кампании понимания по вопросам, связанным с правовой культурой в Италии.

### Международный институт гуманитарного права
Основанная в 1970 году, организация является некоммерческим и независимым институтом. Штаб-квартира Международного института гуманитарного права (IIHL) находится в Вилла Ормонд, Сан-Ремо, Италия. Между тем, есть офис связи, построенный в Женеве, Швейцария. Основная цель института — способствовать и улучшать развитие прав человека и гуманитарного права на международном уровне, а также гарантировать эффективность и совершенствование иммиграционного права, права беженцев и смежных вопросов. IIHL также координирует свои действия с несколькими международными организациями, такими как Международный комитет Красного Креста, Международная федерация Красного Креста и Международная организация по миграции, для оказания гуманитарной помощи отдельным лицам на международном уровне.

### No Peace Without Justice
Некоммерческая организация No Peace Without Justice («Нет мира без справедливости») основана в 1993 году в Риме. Основной целью организации является решение вопросов, связанных с международной преступностью, устранение краткосрочных конфликтов, прекращение боевых действий, а также обеспечение основных свобод и прав человека на международном уровне. С 1993 года первоначальная основная деятельность организации No Peace Without Justice была направлена на поддержку мандатов постоянного Международного уголовного суда и повышение эффективности системы правосудия в отношении борьбы с преступлениями против человечности.